# مادس غريف
مادس غريف (بالدنماركية: Mads Greve)‏ هو لاعب كرة قدم دنماركي في مركز الدفاع، ولد في 12 سبتمبر 1989 في الدنمارك في مملكة الدنمارك. لعب مع نادي فينديياسيل ‏.

## وصلات خارجية
- مادس غريف على موقع قاعدة بيانات كرة القدم.إي يو (الإنجليزية)
- مادس غريف على موقع Soccerway.com (الإنجليزية)
- مادس غريف على موقع عالم كرة القدم.نت (الإنجليزية)